# Niels Juel (Schiff, 1923)
Das Kadettenschulschiff (dän.: Artilleriskib) Niels Juel wurde als Küstenpanzerschiff für die dänische Marine geplant. Fertiggestellt wurde sie nach sehr langer Bauzeit als Schulkreuzer. Namensgeber für das Schiff war der dänische Admiral Niels Juel (1629–1697). Bekannt wurde die Niels Juel durch ein Gefecht im Isefjord mit deutschen Flugzeugen am 29. August 1943, das die Flucht des Schiffes aus dem deutschen Machtbereich nach Schweden verhinderte. 
 In den Jahren 1944 und 1945 stand das Schiff unter dem Namen Nordland im Dienst der deutschen Kriegsmarine.

## Baugeschichte

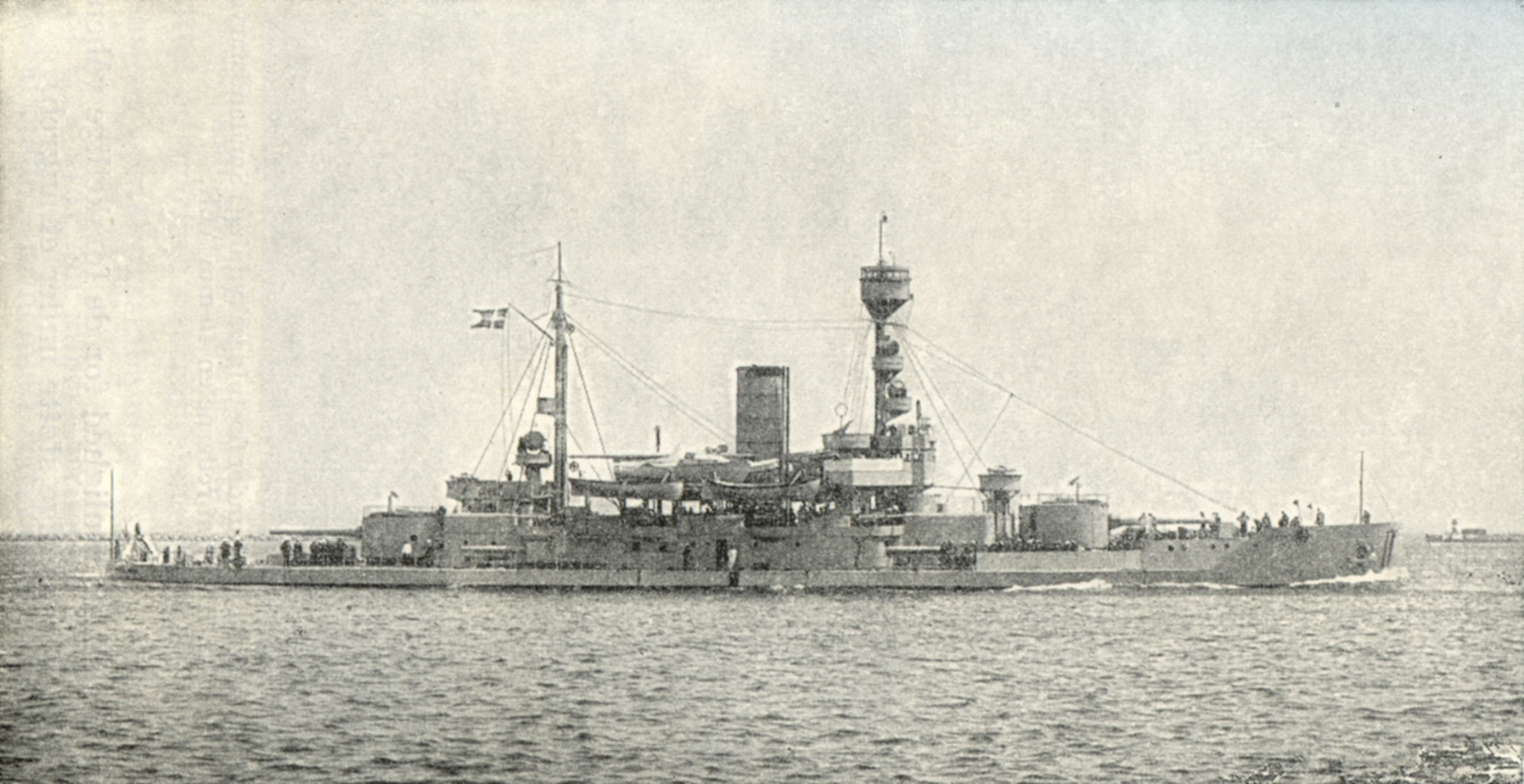
Die Peder Skram

Vor dem Ersten Weltkrieg bestellt, sollte die Niels Juel eine verbesserte Ausführung des zuletzt gebauten Küstenpanzerschiffes Peder Skram werden. Allerdings erschien die ursprünglich vorgesehene Hauptbewaffnung mit zwei 24 cm-Doppeltürmen schon bei Auftragsvergabe nicht mehr zeitgemäß. Die dänische Marine bestellte daher zwei 30,5 cm-Krupp-Kanonen in Einzeltürmen. Als Mittelartillerie sollten acht 10,5 cm-Geschütze in Kasematten übereinander aufgestellt werden.

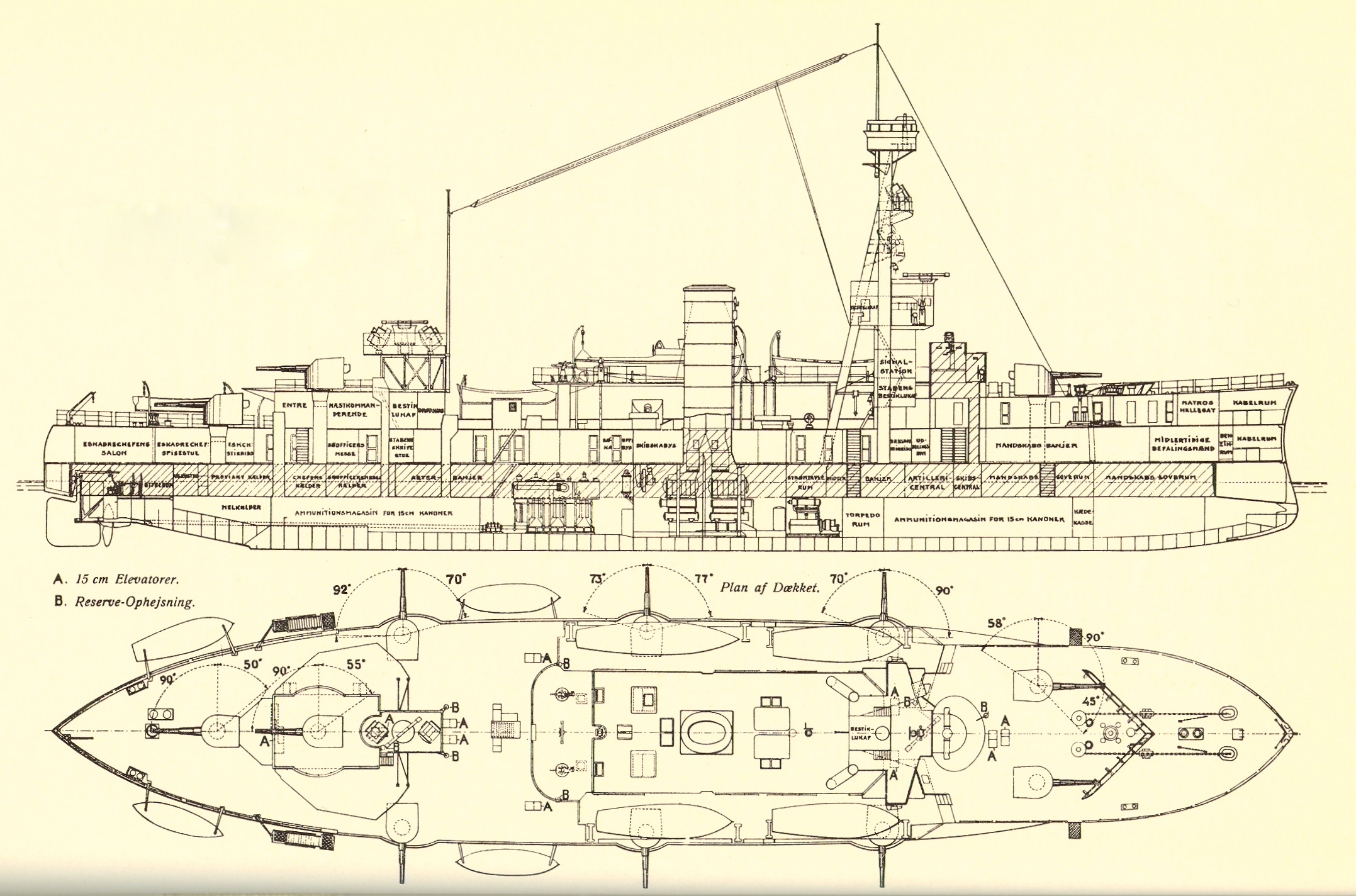
Plan der fertigen Niels Juel

Bereits 1914 auf Kiel gelegt, verzögerte der Erste Weltkrieg die Fertigstellung des Schiffes, da während des Krieges die geplanten Waffen von Krupp nicht geliefert wurden. Niels Juel wurde daher erst 1918 vom Stapel gelassen und am 23. Mai 1923 in Dienst gestellt. Nach einer Fregatte, die von 1856 bis 1879 in Dienst war, war sie das zweite Schiff der dänische Marine, das den Namen des norwegisch-dänischen Admirals trug, dessen bedeutendster Sieg die Seeschlacht in der Køgebucht (1677) war, der die schwedische Flotte ausschaltete.
Die Bauausführung der Niels Juel war erheblich verändert, da keine schweren Kanonen eingebaut wurden. Es entstand eine Art langsamer Kreuzer mit zehn 15 cm-Kanonen in Einzelaufstellung. Sechs Kanonen waren seitlich der Aufbauten aufgestellt, die beiden Heckgeschütze standen überhöht hinten auf der Mittschiffslinie und auf dem Vordeck standen zwei Geschütze nebeneinander. Bedingt durch die lange Bauzeit war die Konstruktion bereits bei der Indienststellung veraltet, erschien aber als Yacht und Ausbildungsschiff geeignet.

## Einsatz bei der dänischen Marine
Die Niels Juel diente unter anderem als Flottenflaggschiff, Ausbildungsschiff und Begleitschiff bei Seereisen des dänischen Königs. Als sie in den Dienst eintrat, verfügte die dänische Marine noch über vier Küstenpanzerschiffe: die Peder Skram, die Olfert Fischer (bis 1936 in Dienst), Herluf Trolle (bis
1932 in Dienst) und in Reserve die Skjold (1929 verkauft).
1923 machte die Niels Juel ihre erste Auslandsreise zu den Färöern, nach Bergen, Leith und Göteborg. Vom 22. Oktober 1923 bis zum 1. März 1924 folgte eine Reise bis nach Südamerika. Danach wurde sie an der Artillerieschule und in den Manövergeschwadern eingesetzt. 1925 war die Niels Juel Flaggschiff eines dänischen Flottenverbandes, der Helsinki, Tallinn und Riga besuchte. Zum Verband gehörten noch die Kreuzer Gejser und Hejmdal, der Minenleger Lossen, die Unterseeboote Bellona, Flora und Rota sowie die Torpedoboote Hvalrossen, Delfinen und Sværdfisken. Vom 3. bis zum 27. Juni 1926 besuchte die Niels Juel mit König Christian X. erneut die Färöer und 1928 Finnland und 1930 die Färöer und Island. 1931 machte sie als Kadettenschulschiff als erstes dänisches Kriegsschiff eine Fahrt ins Schwarze Meer und besuchte Odessa.

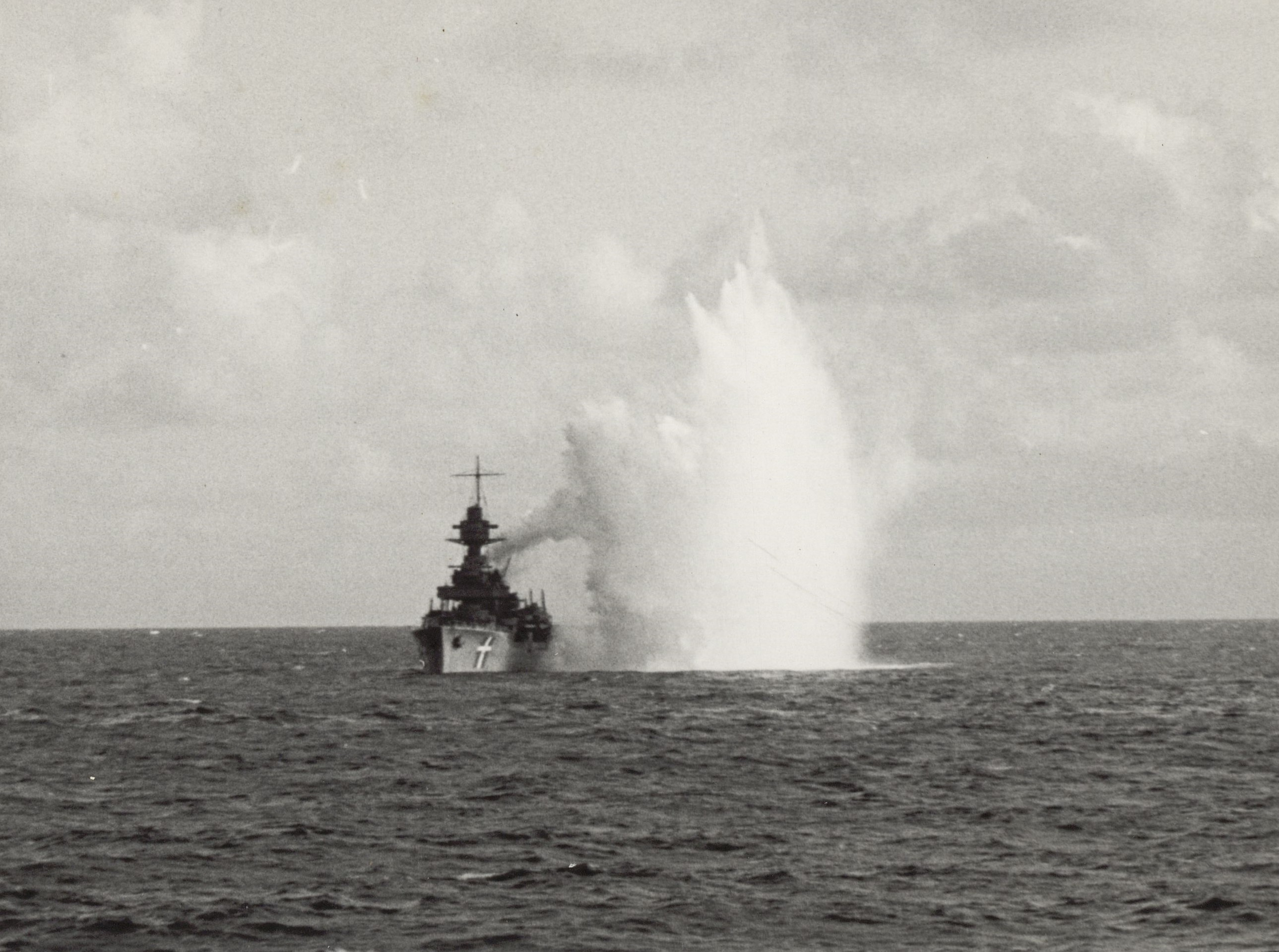
Die Niels Juel wird von deutschen Fliegern angegriffen.

Bei der Besetzung Dänemarks am 9. April 1940 befand sich das Schiff in Kopenhagen. Es kam nicht zu Kampfhandlungen.
Bis zum 29. August 1943 diente das Schiff zur Ausbildung der Besatzungen in der dänischen Marine. Die seit dem 28. Juni 1943 vollständig bemannte Niels Juel erhielt am Morgen des 29. August 1943 vor Holbæk den Befehl, schwedische Gewässer aufzusuchen. Auf der Höhe von Hundested kam es zum Kampf mit deutschen Flugzeugen. Die Schiffsflak traf einen der Angreifer, konnte aber nicht verhindern, dass die Stromversorgung und beide Feuerleitanlagen durch die Bombenangriffe zerstört wurden. Zum Zeitpunkt der Konstruktion des Schiffes konnte man sich einen massiven Bombenangriff aus der Luft noch nicht vorstellen und den Schiffsrumpf entsprechend dagegen sichern. Nach unbestätigten Berichten durch Beobachter an Land wurde angeblich noch ein weiteres deutsches Flugzeug abgeschossen. Durch den Ausfall der Feuerleitanlagen war die Niels Juel praktisch kampfunfähig geworden, sie wurde auf Befehl ihres Kommandanten, Kommandørkaptajn Westermann, durch die eigene Besatzung auf Grund gesetzt. Geschütze und Maschinen wurden unbrauchbar gemacht und zuletzt die Flagge niedergeholt. An Bord hatte es einen Toten und vier Schwerverletzte gegeben.

## Einsatz alsNordland
Nach dem Aufgrundsetzen im Isefjord wurde das Schiff im Auftrag der deutschen Kriegsmarine geborgen, wieder instand gesetzt und im September 1944 als Schulschiff Nordland in Dienst gestellt. Die 15-cm-Kanonen wurden an Land zum Einsatz bei Küstenbatterien abgegeben. Als neue Bewaffnung kamen drei ehemalige 10,5-cm-U-Boot-Kanonen, vier 3,7-cm-Flakgeschütze und zwei 2-cm-Vierlingsflak an Bord. Die Nordland diente als Schulschiff in der Ostsee. Am 18. Februar 1945 lief sie mit 500 Flüchtlingen an Bord aus Stolpmünde nach Kiel, wo sie zwei Tage später wohlbehalten eintraf. Am 3. Mai 1945 wurde sie in der Eckernförder Bucht durch ihre deutsche Besatzung selbst versenkt auf der Position 54° 28′ N, 9° 58′ O, um sie nicht an die Siegermächte ausliefern zu müssen.
Zwei Besatzungen der Niels Juel verhinderten im Krieg die einsatzfähige Übernahme des Schiffes durch den Gegner – die Dänen durch das Aufgrundsetzen am 29. August 1943, die deutsche Besatzung durch die Selbstversenkung am 3. Mai 1945.
Das Wrack wurde 1952/53 unter Wasser durch Taucher zerlegt und die Sektionen als Schrott verkauft, nur der Kiel und der Schiffsboden liegen bis heute an der Untergangsstelle.

## Erneute Namensverwendung
Von 1978 bis 1982 erhielt die dänische Marine drei Korvetten der Niels-Juel-Klasse (1320 ts), darunter das Typschiff Niels Juel (F 354). Diese Korvetten wurden 2009 außer Dienst gestellt.

Die aktuelle Niels Juel ist eine Fregatte der Iver Huitfeldt-Klasse (6600ts).